# Ёкота, Даисукэ
Даисукэ Ёкота (яп. 横田 大祐; род. 15 июня 2000, Итабаси) — японский футболист, полузащитник бельгийского клуба «Гент», выступающий на правах аренды за немецкий «Ганновер 96».

## Карьера

### Начало карьеры
Начал заниматься футболом в клубе «Леопард». В 2011 году перешёл в академию футбольного клуба «Кавасаки Фронтале», за который выступал вплоть до апреля 2018 года. В июле 2018 года переехал в немецкий клуб «Франкфурт», в котором начал выступать за команду до 19 лет в юношеском чемпионате. За сезон провёл за команду 20 матчей, в которой отличился 3 голами и результативной передачей в 20 матчах. В июле 2019 года перешёл в «Карл Цейсс II», за который провёл 3 матча в Оберлиге, где отличился 2 забитыми голами. В июле 2020 года покинул клуб, получив статус свободного агента.

### «Валмиера»
В январе 2021 года перешёл в латвийский клуб «Валмиера». Дебютировал за клуб 14 марта 2021 года в матче против клуба РФС. Первым результативным действием отличился 17 июня 2021 года в матче против клуба «Метта». В июле 2021 года вместе с клубом отправился на квалификационные матчи Лиги конференций УЕФА. Дебютировал на еврокубковом турнире 8 июля 2021 года в матче против литовского клуба «Судува». Однако по сумме двух встреч литовский клуб оказался сильнее и прошёл в следующий раунд квалификаций. Футболист по ходу сезона закрепился в стартовом составе клуба, вместе с которым по итогу стал серебряным призёром Высшей лиги. За прошедший сезон футболист отличился 2 результативными передачами.
Новый сезон начал с матча 12 марта 2022 года против «Риги». В следующем матче 18 марта 2022 года против юрмальского «Спартака» футболист отличился первым в сезоне результативным действием, отдав голевую передачу. Дебютными голами за клуб отличился 19 апреля 2022 года в матче против клуба РФС, оформив дубль. В июле 2022 года футболист вместе с клубом отравился на квалификационные матчи Лиги конференций УЕФА. Первый матч сыграл 21 июля 2022 года против северомакедонского клуба «Шкендия». Однако затем по сумме двух матчей латвийский клуб оказался слабее. В матче 24 июля 2022 года против клуба «Метта» футболист отличился 2 результативными передачами. По ходу сезона стал одним из лидеров клуба, отличившись 8 забитыми голами и 10 результативными передачами. По итогу сезона стал чемпионом латвийской Высшей лиги.

### «Гурник» Забже
В феврале 2023 года футболист перешёл в польский клуб «Гурник» из города Забже. Сумма сделки составила порядка 300 тысяч евро, подписав контракт до июля 2024 года. Дебютировал за клуб 26 февраля 2023 года в матче против мелецкой «Стали», появившись на поле в стартовом составе. Первым результативным действием отличился 11 марта 2023 года в матче против белостокской «Ягеллонии», отдав голевую передачу. Дебютный гол за клуб забил 30 апреля 2023 года в матче против познанского «Леха». По итогу своего дебютного сезона закончил чемпионат на шестом итоговом месте, отличившись за клуб 2 забитыми голами и 2 результативными передачами.
Новый сезон футболист начал с матча 23 июля 2023 года против клуба «Радомяк», выйдя на поле в стартовом составе. Первый гол в сезоне забил 2 сентября 2023 года в матче против познанского клуба «Леха». В матче 22 октября 2023 года против клуба «Ракув» отличился забитым дублем. В следующем матче 27 октября 2023 года против клуба ЛКС отличился очередным забитым дублем. На протяжении первой половины сезона футболист был одним из ключевых игроков польского клуба, отличившись за этот период 7 забитыми голами и результативной передачей в рамках чемпионата.

### «Гент»
В январе 2024 года футболист перешёл в бельгийский «Гент», с которым подписал контракт до лета 2027 года. Дебютировал за клуб футболист 19 января 2024 года в матче против клуба «Мехелен», выйдя на поле в стартовом составе.
Ёкота присоединился к «Кайзерслаутерн» на правах аренды 30 августа 2024 года.

## Достижения
«Валмиера»
- Чемпион Латвии: 2022